# Alfred Wilhelm Volkmann
Pour les articles homonymes, voir Volkmann.
Alfred Wilhelm Volkmann (1er juillet 1801, Leipzig - 21 avril 1877, Halle-sur-Saale) est un anatomiste et physiologiste allemand, notamment dans l'étude des systèmes nerveux et optique.
Il est un représentant de la transition entre la naturphilosophie allemande et les débuts d'une physiologie moderne incluant la psychologie expérimentale.

## Biographie

### Origine et formation
Alfred Wilhelm Volkmann est né en 1801 à Zschorlau près de Leipzig d'une famille bourgeoise aisée. Il fréquente le lycée fédéral saxon Saint-Afra de Meissen et s'inscrit en médecine à l'université de Leipzig en 1821.
Avec Gustav Theodor Fechner (1801-1887) et Rudolf Hermann Lotze (1817–1881), ils forment un petit groupe intellectuel qui ne se dissout qu'en 1837 lorsque Volkmann reçoit son poste de professeur à Dorpat,.
En 1826, il obtient son doctorat en présentant une thèse sur le magnétisme animal Observatio biologica de magnetismo animali. Volkman préfère bientôt se tourner vers les bases scientifiques de sa discipline, en raison, écrit-il, de son « manque d'inclination pour la pratique médicale ».

### Carrière
En 1828, il est nommé Privatdozent à l'Université de Leipzig. C'est là qu'il devient professeur extraordinaire de zootomie en 1834.
En 1837, il est à l'université de Dorpat (aujourd'hui Tartu) comme professeur de physiologie, pathologie et sémiologie. Cependant, dès 1843, il demande l'autorisation d'enseigner à l'université de Halle pour des raisons familiales, mais aussi à cause de « quelques désagréments et vexations » subies à Dorpat.
En 1844, il est professeur de physiologie à l'université de Halle. En 1854, Volkmann prend aussi en charge l'enseignement de l'anatomie jusqu'en 1872, date à laquelle, à l'Université de Halle, la physiologie (confiée à Julius Bernstein) et l'anatomie se séparent en deux chaires distinctes,.
Des voyages d'études ont conduit Volkmann en France et en Italie. En 1847, 1850 et 1862, il fut élu recteur de l'université.
La maison de Volkmann à Halle est un centre de la vie sociale de la ville. Il est ami avec les peintres Wilhelm von Kügelgen, Friedrich Preller et Adrian Ludwig Richter, ainsi que les musiciens Robert Franz, Clara et Robert Schumann. En 1872, après son jubilé de doctorat, il se retire complètement de ses activités universitaires. Il meurt à Halle en 1877.
Clara Fechner (de) (1809-1900) sa sœur, est écrivaine de contes de fée et l'épouse de Gustav Fechner (1801-1887) un des fondateurs de la psychologie expérimentale.
Richard von Volkmann (1830-1889) son fils, est devenu un chirurgien connu à qui l'on doit le syndrome de Volkmann.
L'ensemble de ses manuscrits a été remis en 1933  à la bibliothèque universitaire de Halle.

## Principales publications
Ses travaux ont été publiés à Leipzig.
- De animi affectionibus, 1828 ;
- Anatomia animalim, 2 volumes, 1831 et 1833 ;
- De colubri natricis generatione, 1834 ;
- Neue Beiträge zur Physiologie des Gesichtssinnes, 1836 ;
- Die Lehre von dem leiblichen Leben des Menschen, 1837 ;
- Die Selbständigkeit des sympathischen Nervensystems durch anatomiache Untersuchungen nachgewiesen, 1842 ;
- Die Hämodynamik nach Versuchen, 1850 ;
- Die steroskopischen Erscheinungen, Archiv für Ophtalmologie, 1859 ; 5 :1-100 ;
- Physiologische Untersuchungen im Gebiet der Optik, 2 volumes, 1863-1864.

## Travaux
Outre ses travaux sur la physiologie cardiovasculaire et du système nerveux, Volkmann est surtout connu pour ses apports à l'optique physiologique.

### Contexte
Après la Révolution française, la traditionnelle séparation entre médecine et chirurgie est dépassée, ce qui favorise les expérimentations physiologiques. En France, cette nouvelle discipline ne sera reconnue officiellement qu'en 1830. Dans les États germaniques de la même période, la physiologie est plus facilement intégrée dans les universités, mais elle reste sous l'influence décisive de la naturphilosophie selon laquelle la morphologie des organes donne une explication causale de leurs fonctions.
De fait dans les universités allemandes de la première moitié du XIXe siècle, l'anatomie et la physiologie restent réunies en une chaire commune. Toutefois le professorat allemand traditionnel se transforme : la responsabilité de recherches et de publication scientifique prend plus d'importance que la seule fonction enseignante, ce qui conduira au cours du siècle à une séparation et une autonomie de la physiologie par rapport à l'anatomie (la physiologie est plus qu'une « économie animale » ou une « anatomie animée »).

### Anatomie et physiologie
Volkmann délimite et identifie de nombreuses caractéristiques de l'anatomie générale, notamment en ostéologie avec les canaux de Volkmann.
En 1832, il démontre le rôle inhibiteur du nerf vague sur l'activité cardiaque, contrairement à l'idée dominante que toute stimulation nerveuse ne pouvait être qu'excitatrice.
En 1842, à  Dorpat, il démontre chez la grenouille que les nerfs sympathiques sont en grande partie constitués de fibres médullaires issues des ganglions sympathiques et spinaux. Il étudie les mouvements réflexes de la grenouille décérébrée ou décapitée. Les expériences de Volkmann serviront longtemps de modèle pour les recherches sur le système neveux, notamment pour Claude Bernard.
Il collabore avec Carl Ludwig sur la physiologie cardio-vasculaire par des mesures expérimentales d'hémodynamique (pression artérielle, vitesse du sang, travail et volumétrie cadiaques…) en mettant au point « l'hémodromomètre de Volkmann » mesurant directement la vitesse du sang. L'instrument est principalement constitué d'un tube en verre en U dont les deux extrémités se terminent par une canule introduite dans une artère préalablement incisée.

### Optique physiologique
Volkmann contribue surtout à la psychophysique et à la perception visuelle.
En 1859, il publie un article sur les phénomènes de la vision stéréoscopique. Il reprend les travaux de Charles Wheatstone (1802-1875) sur la vision binoculaire et l'hypothèse d'Ernst Brücke (1819-1892) selon laquelle la profondeur stéréoscopique est évaluée par des mouvements des yeux. Volkmann invalide l'hypothèse de Brücke en inventant un instrument, un prototype de tachistoscope, par lequel il démontre que l'apparence du relief en vision binoculaire est  un effet indépendant des mouvements des yeux. Sur la base de mesures expérimentales Volkman estime que la perception d'une profondeur stéréoscopique est un processus à la fois physiologique et psychologique,.
Il collabore avec son beau-frère Gustav Fechner auteur de Elemente der Psychophysik (1860), ouvrage fondateur de la psychologie expérimentale. Fechner développe une méthode « d'erreur moyenne » déjà utilisée en astronomie pour mesurer visuellement des distances ou des intensités lumineuses. Fechner établit une loi (loi de Fechner ou loi de Weber-Fechner), selon laquelle la sensation croît comme le logarithme de l'excitation.
Dans son traité de 1864, Volkmann démontre de façon indépendante que le seuil de discrimination de distance augmente avec l'augmentation de la distance de référence. C'est l'une des premières démonstrations de la loi de Weber-Fechner dans le domaine visuel. Ces données expérimentales seront confirmées pour divers stimuli et modes de réponses, notamment par Ewald Hering (1834-1918) dans son Ueber die Grenzen der Sehschärfe 1899 (Sur les limites de l'acuité visuelle).
Philosophiquement, Volkmann est un évangélique qui s'oppose au matérialisme et prononce un certain nombre de discours contre l'hypothèse matérialiste d'identité entre le corps et l'esprit [réf. nécessaire]. Cependant Volkmann n'a pas été influencé par la naturphilosophie de Friedrich Wilhelm Schelling et de Lorenz Oken.
Au début du XIXe siècle, il était habituel en Allemagne d'insister sur les aspects romantiques de l'esprit (psychologie romantique) et vitalistes du corps. Alfred Volkmann s'en dégage en devenant un physiologiste pionnier qui ouvre la voie à l'approche physico-chimique des « médecins organiques » représentés par Carl Ludwig.